# Pürevdordzjijn Serdamba
Pürevdordzjijn Serdamba, född 18 april 1985 i Mongoliet, är en mongolisk boxare som tog OS-silver i den lättaste boxningsklassen 2008 i Peking. 

## Meriter

### Olympiska meriter

#### Olympiska sommarspelen 2008
- Huvudartikel: Boxning vid olympiska sommarspelen 2008

| Tävlande                | Viktklass     | Sextondelsfinal      | Åttondelsfinal       | Kvartsfinal           | Semifinal              | Final                   |
| Tävlande                | Viktklass     | Motståndare Resultat | Motståndare Resultat | Motståndare Resultat  | Motståndare Resultat   | Motståndare Resultat    |
| ----------------------- | ------------- | -------------------- | -------------------- | --------------------- | ---------------------- | ----------------------- |
| Pürevdordzjijn Serdamba | Lätt flugvikt | Serugo (UGA) W 9-5   | Yáñez (USA) W 8-7    | Ruenroeng (THA) W 5-2 | Hernández (CUB) W +8-8 | Zou Shiming (CHN) L RET |